# Vase & Fuglsang
Vase & Fuglsang er et team af de to tekstforfattere René Vase og Jannik Fuglsang. De har arbejdet sammen siden 1996.
De mødte hinanden ved Århus Revyen 1995-1996 og har siden forfattet omkring 40 teaterstykker og 500 revynumre, samt leveret tekster til et hav af comedy-shows og forskellig tv-satire.
Vase & Fuglsang har været fast leverandør af tekst og musik til så forskellige komikere som Andreas Bo Pedersen, Jacob Haugaard, Flemming Jensen, Pallesen og Pilmark, Finn Nørbygaard, Ulf Pilgaard, Lisbet Dahl og mange flere. Ikke mindst til Cirkusrevyen har Vase & Fuglsang skrevet tekster i mange år, og makkerparret er hele syv gange (seks gange i fællesskab) kåret som årets revyforfattere. Mest kendt er nok Ulf Pilgaards "Lærte vi noget" (2006) om Muhammed-krisen og "Klar snak" (2009, kaldet "Perlemor), som var en parodi på politidirektør Hanne Bech Hansen. De er faste leverandører til satirehæftet Svikmøllen og har desuden udgivet Slem Hund i samarbejde med Jan Svarrer og Sebastian Dorset.